# Зезе, Меба-Микаэль
Меба-Микаэль Зезе (фр. Meba-Mickaël Zézé; род. 19 мая 1994 года, Сент-Обен-лез-Эльбёф, департамент Приморская Сена, Франция) — французский легкоатлет, специализирующийся в спринтерском беге. Серебряный призёр чемпионата Европы 2016 года в эстафете 4×100 метров. Участник летних Олимпийских игр 2016 и 2020 годов.

## Биография
Начал заниматься лёгкой атлетикой, пойдя по стопам старшего брата, и на первых порах его рекорды были главным ориентиром для Микаэля. В юношеские годы одинаково успешно выступал в спринтерском беге, прыжках в длину и высоту. В 2011 году на чемпионате мира до 18 лет выиграл две бронзовые медали, в беге на 100 метров и шведской эстафете, а на дистанции 200 метров занял в финале пятое место. На Европейском юношеском олимпийском фестивале остановился в двух шагах от пьедестала в прыжке в длину.
Участвовал в чемпионатах мира и Европы среди юниоров, в 2013 году в 19 лет впервые попал в состав взрослой сборной Франции. Он бежал в эстафете 4×100 метров на чемпионате мира в Москве, где команда не смогла выйти в финал.
Завоевал золото молодёжного первенства Европы в 2015 году, став лучшим в эстафете 4×100 метров.
На зимнем чемпионате Франции 2016 года на дистанции 200 метров проиграл только Кристофу Леметру и установил новый личный рекорд — 20,54, четвёртый результат сезона в мире. Летом завоевал серебряную медаль чемпионата Европы в эстафете 4×100 метров (выступал на третьем этапе). В этом же виде участвовал в Олимпийских играх в Рио-де-Жанейро, где французы не смогли выйти в финальный забег.

## Основные результаты
| Год  | Турнир                                      | Место проведения         | Дисциплина        | Место       | Результат |
| ---- | ------------------------------------------- | ------------------------ | ----------------- | ----------- | --------- |
| 2011 | Чемпионат мира среди юношей                 | Лилль, Франция           | 100 м             | 3-е         | 10,57     |
| 2011 | Чемпионат мира среди юношей                 | Лилль, Франция           | 200 м             | 5-е         | 21,30     |
| 2011 | Чемпионат мира среди юношей                 | Лилль, Франция           | шведская эстафета | 3-е         | 1.51,81   |
| 2011 | Европейский юношеский олимпийский фестиваль | Трабзон, Турция          | прыжок в длину    | 5-е         | 7,26 м    |
| 2011 | Европейский юношеский олимпийский фестиваль | Трабзон, Турция          | эстафета 4×100 м  | 1-е         | 40,90     |
| 2012 | Чемпионат мира среди юниоров                | Барселона, Испания       | 200 м             | 27-е (заб.) | 21,36     |
| 2012 | Чемпионат мира среди юниоров                | Барселона, Испания       | эстафета 4×100 м  | — (заб.)    | DQ        |
| 2013 | Чемпионат Европы среди юниоров              | Риети, Италия            | 200 м             | 6-е         | 21,22     |
| 2013 | Чемпионат Европы среди юниоров              | Риети, Италия            | эстафета 4×100 м  | 4-е         | 40,07     |
| 2013 | Чемпионат мира                              | Москва, Россия           | эстафета 4×100 м  | 17-е (заб.) | 38,97     |
| 2015 | Чемпионат Европы среди молодёжи             | Таллин, Эстония          | эстафета 4×100 м  | 1-е         | 39,36     |
| 2016 | Чемпионат Европы                            | Амстердам, Нидерланды    | 200 м             | 12-е (1/2)  | 20,81     |
| 2016 | Чемпионат Европы                            | Амстердам, Нидерланды    | эстафета 4×100 м  | 2-е         | 38,38     |
| 2016 | Олимпийские игры                            | Рио-де-Жанейро, Бразилия | эстафета 4×100 м  | 11-е (заб.) | 38,35     |